# إيلي داسا
إيلي داسا (بالعبرية: אלי דסה) ولد في 3 ديسمبر 1992 وهو لاعب كرة قدم إسرائيلي يلعب حالياً مع دينامو موسكو في الدوري الروسي الممتاز وهو كذلك قائد منتخب إسرائيل لكرة القدم. ويعتبر أول قائد للمنتخب من يهود الفلاشا.

## المسيرة مع الأندية
في 31 يوليو 2010، ظهر إيلي داسا لأول مرة في بيتار القدس. خلال مباراة كأس إسرائيل ضد هبوعيل عسقلان. في 12 سبتمبر 2012، سجل إيلي داسا الهدف الأول في مسيرته المهنية العليا خلال مباراة بالدوري ضد هبوعيل بئر السبع.
في 9 يوليو 2015، ظهر لأول مرة في مباراة دولية في فوز 2-1 على الفريق الكازاخي أورداباسي في تصفيات الدوري الأوروبي 2015–16 ولعب 90 دقيقة.
في 10 أغسطس 2015، وقع داسا لمدة أربع سنوات مع بطل إسرائيل مكابي تل أبيب. بعد خمسة أيام ظهر لأول مرة في مكابي في مباراة كأس السوبر الإسرائيلي ضد هابوعيل كريات شمونة التي خسرها مكابي.

## روابط خارجية
- إيلي داسا على موقع الاتحاد الدولي (مؤرشف)  (الإنجليزية)
- إيلي داسا على موقع الاتحاد الأوربي (الإنجليزية)
- إيلي داسا على موقع قاعدة بيانات كرة القدم.إي يو (الإنجليزية)
- إيلي داسا على موقع ناشيونال فوتبول تيمز (الإنجليزية)
- إيلي داسا على موقع Soccerway.com (الإنجليزية)
- إيلي داسا على موقع عالم كرة القدم.نت (الإنجليزية)
- إيلي داسا على موقع AS.com (الإسبانية)